# Parafia Najświętszej Maryi Panny Królowej Polski w Ostrowie Wielkopolskim
Parafia Najświętszej Maryi Panny Królowej Polski w Ostrowie Wielkopolskim – rzymskokatolicka parafia w dekanacie Ostrowskim I. 
Od 1945 roku kościół poewangelicki był użytkowany przez katolików. W 1959 roku kościół został ustanowiony kościołem rektorskim. 1 czerwca 1974 roku abp poznański Antoni Baraniak erygował parafię pw. NMP Królowej Polski, ustanawiając ks. Mieczysława Kutznera jej pierwszym proboszczem.

## Proboszczowie
- ks. Mieczysław Kutzner (1 czerwca 1974 – 30 czerwca 1991)[1]
- ks. Michał Milewski (1 lipca 1991 – 31 sierpnia 2016)[1]
- ks. dr Zbigniew Cieślak (od 1 września 2016)[1]